# スネルの法則

スネルの法則の模式図

スネルの法則（スネルのほうそく、英: Snell's law）とは、波動一般の屈折現象における二つの媒質中の進行波の伝播速度と入射角・屈折角の関係を表した法則のことである。屈折の法則（くっせつのほうそく）とも呼ばれる。この法則はホイヘンスの原理によって説明することができる。

## 定義
媒質Aにおける波の速度を{\displaystyle v_{\mathrm {A} }}、媒質Bにおける波の速度を{\displaystyle v_{\mathrm {B} }}、媒質Aから媒質Bへの入射角（またはBからAへの屈折角）を{\displaystyle \theta _{\mathrm {A} }}、媒質Bから媒質Aへの入射角（またはAからBへの屈折角）を{\displaystyle \theta _{\mathrm {B} }}とすると、以下の関係が成立する。
{\displaystyle {\sin \theta _{\mathrm {A} } \over {\sin \theta _{\mathrm {B} }}}={v_{\mathrm {A} } \over {v_{\mathrm {B} }}}}
ここで、{\displaystyle {v_{\mathrm {A} } \over {v_{\mathrm {B} }}}}の値を媒質Aに対する媒質Bの相対屈折率と定義し、これを{\displaystyle n_{\mathrm {AB} }}（または{\displaystyle n_{\mathrm {A\rightarrow B} }}）で表す。以上のことをまとめると
{\displaystyle {\sin \theta _{\mathrm {A} } \over {\sin \theta _{\mathrm {B} }}}={v_{\mathrm {A} } \over {v_{\mathrm {B} }}}=n_{\mathrm {AB} }}
となる。
・媒質中の速度は「真空中の速度よりどれぐらい遅いか」で表す。この指標を『絶対屈折率』という。

## 歴史
アレクサンドリアのギリシャ人プトレマイオス  は光の入射角・屈折角の関係を見出したが、角度が大きいときには不正確だった。プトレマイオスは実験に基づいた正確な法則を見つけたと確信していたが、理論に合うようにデータをごまかしていた(確証バイアス)。イブン・アル・ハイサムは著書「光学の書」(1021)で屈折の法則の発見により近づいたが、発見には至らなかった。
屈折の法則は、バグダッドのイブン・サフル(Ibn Sahl)の論文"Burning Mirrors and Lenses"(984)の中で初めて正確に記述された。サフルは幾何収差のないレンズの形状を算出するためにこの法則を利用した。
屈折の法則は1602年にトーマス・ハリオットによって再発見された。ハリオットはこのテーマについてケプラーと文通していたにもかかわらず、この結果は出版されなかった。1621年にヴィレブロルト・スネルも独立にこの法則を発見したが、生前には出版されなかった。これと独立してルネ・デカルトは1637年に発表した方法序説試論において、発見的な運動量保存の議論を使って正弦関数で表された屈折の法則を導き、光学の問題を解くために利用した。ピエール・ド・フェルマーはデカルトの導出を受け入れず、自身の最小時間の原理に基づいて同じ結果を導いた。
科学史家のディクステルホイスによれば、「デカルトはスネルの論文を見て自分の証明を作り上げたと、イサーク・フォシウス(Issac Vossius)が"De natura lucis et proprietate"の中で述べている。我々は今日この非難が不当なものであると知っているが、この話はこれまで何度も採用されてきた。」という。フェルマーとホイヘンスも、デカルトがスネルの論文を盗用したと非難している。
フランス語でスネルの法則は「デカルトの法則」「スネル-デカルトの法則」と呼ばれている。
クリスティアーン・ホイヘンスは1678年に「光についての論考」の中で、今日ホイヘンス＝フレネルの原理と呼ばれる手法を使って、スネルの法則がどのように光の波動性から導かれるのかを明らかにした。

## 発展
媒質が変化しても同一波の周波数は変化しないので、上の法則をさらに発展させると、次のようになる。
{\displaystyle {\sin \theta _{\mathrm {A} } \over {\sin \theta _{\mathrm {B} }}}={\lambda _{\mathrm {A} } \over {\lambda _{\mathrm {B} }}}={v_{\mathrm {A} } \over {v_{\mathrm {B} }}}=n_{\mathrm {AB} }}
{\displaystyle \lambda _{\mathrm {A} }}：媒質Aでの波の波長
{\displaystyle \lambda _{\mathrm {B} }}：媒質Bでの波の波長

## 光波への発展
光波は真空中も伝わる波なので、光波においては真空に対する物質固有の相対屈折率を絶対屈折率と定義する。ここで媒質Aの絶対屈折率を{\displaystyle n_{\mathrm {A} }}、媒質Bの絶対屈折率を{\displaystyle n_{\mathrm {B} }}、と表すと
{\displaystyle {n_{\mathrm {B} } \over n_{\mathrm {A} }}=n_{\mathrm {AB} }}
よって以上のことをまとめて
{\displaystyle {\sin \theta _{\mathrm {A} } \over {\sin \theta _{\mathrm {B} }}}={\lambda _{\mathrm {A} } \over {\lambda _{\mathrm {B} }}}={v_{\mathrm {A} } \over {v_{\mathrm {B} }}}={n_{\mathrm {B} } \over n_{\mathrm {A} }}=n_{\mathrm {AB} }}
という関係が成り立つ。
また、平行多重層における屈折については、媒質Xの絶対屈折率を{\displaystyle n_{\mathrm {X} }}と表すと、
{\displaystyle {n_{\mathrm {A} }\sin \theta _{\mathrm {A} }}={n_{\mathrm {B} }\sin \theta _{\mathrm {B} }}={n_{\mathrm {C} }\sin \theta _{\mathrm {C} }}=\dots =}一定
という関係が成り立ち、これは2媒質間に他媒質があった場合でもそれを無視してこの法則を用いることができることを示す。
ここで注意しておきたいのは、絶対屈折率は光波についてのみの概念であるということである。（電磁波以外の波は真空中には存在しない。） また、複屈折に於ける
{\displaystyle {\sin \theta _{\mathrm {A} } \over {\sin \theta _{\mathrm {B} }}}}　は、常光線では角度によらない一定値であるが異常光線の方は角度に依存する。
狭義の定義ではスネルの法則とは屈折率 {\displaystyle n} は一定なのであるが、屈折率が角度の関数 {\displaystyle n(\theta )} である場合も（広義の）スネルの法則という。

## 全反射
以上の公式により、臨界角(屈折が起こる最大の入射角)の大きさが屈折率によって定まることが分かる。
{\displaystyle n_{\mathrm {B} }>n_{\mathrm {A} }}で光が媒質Bから媒質Aに入射するとき、
{\displaystyle \sin \theta _{m}={\sin \theta _{m} \over {\sin 90^{\circ }}}={1 \over {n_{\mathrm {AB} }}}={n_{\mathrm {A} } \over {n_{\mathrm {B} }}}}
{\displaystyle \theta _{m}}:臨界角(媒質Bから媒質Aへの入射角)
媒質BからAへの入射角を{\displaystyle \theta _{\mathrm {B} }}とすると、
{\displaystyle \theta _{\mathrm {B} }>\theta _{m}}
が全反射の起こる条件である。